# 田老庄乡
田老庄乡，是中华人民共和国宁夏回族自治区吴忠市同心县下辖的一个乡镇级行政单位。

## 行政区划
田老庄乡下辖以下地区：
马家井村、解放新庄村、梁家川村、白家湾村、田老庄村、千家井村、石羊圈村、深沟村、窑山村、石塘岭村、李家山村、五道岭子村和套塘村。